# San Francisco del Manzanal
San Francisco del Manzanal är en ort i Mexiko.   Den ligger i kommunen Durango och delstaten Durango, i den centrala delen av landet, 700 km nordväst om huvudstaden Mexico City. San Francisco del Manzanal ligger 1 904 meter över havet och antalet invånare är 434.
Terrängen runt San Francisco del Manzanal är kuperad åt sydost, men åt nordväst är den platt. Runt San Francisco del Manzanal är det ganska tätbefolkat, med 60 invånare per kvadratkilometer. Närmaste större samhälle är José Refugio Salcido, 12,0 km nordväst om San Francisco del Manzanal. Omgivningarna runt San Francisco del Manzanal är i huvudsak ett öppet busklandskap.